# Soro contra veneno de abelha

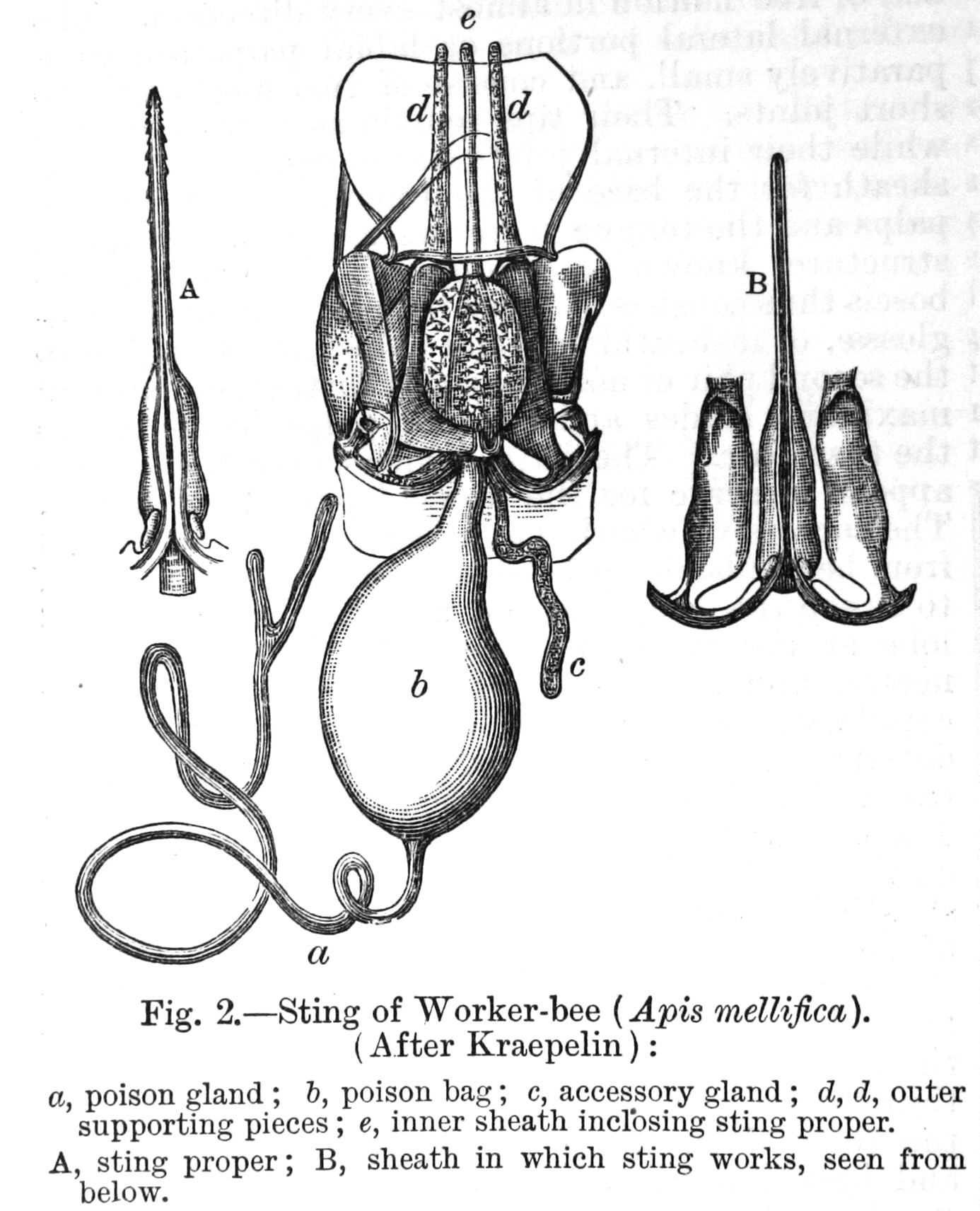
Estruras associadas à inoculação do veneno da abelha em sua anatomia

O soro contra veneno de abelha é o primeiro soro do mundo contra o veneno de abelhas africanizadas, em especial a Apis mellifera, muito comum no Brasil. Foi desenvolvido pelo Instituto Butantan, cientistas da Universidade de São Paulo e UNESP. Tem a capacidade de diminuir os problemas decorrentes da picada. Uma dose de 20 ml, resolve 90% destes problemas. É proveniente da tese de doutorado da pesquisadora Keity Souza Santos da USP. O soro é produzido em cavalos e depois purificado. Foram feitos a determinação da estrutura e como agem as 134 proteínas que compõem o veneno das abelhas.
Nas pesquisas para obtenção do soro contra abelhas foram investidos R$ 3 milhões, oriundos dos institutos Fundação de Amparo à Pesquisa do Estado de São Paulo e Financiadora de Estudos e Projetos e Conselho Nacional de Desenvolvimento Científico e Tecnológico.